# Château et abbaye d'Iburg
Le château et l' abbaye d'Iburg se trouvent dans la ville de Bad Iburg, dans le land de Basse-Saxe, en Allemagne.
L’origine de l’Iburg remonte à 1070. L'abbaye bénédictine qui s’y trouve remonte quant à elle à 1080.
Du XIe jusqu’à la fin du XVIIe siècle, les princes-évêques d’Osnabrück y ont résidé.
En 1668, Sophie-Charlotte de Hanovre est née à l’Iburg. Elle allait devenir quelques années plus tard l’épouse du roi Frédéric Ier de Prusse.